# Cecilia Frisendahl
Anna Cecilia Frisendahl, född 27 december 1922 i Stockholm, död 29 september 2014 i Maria Magdalena församling i Stockholm, var en svensk grafiker, tecknare och målare.
Hon var dotter till skulptören Halvar Frisendahl och Anna Gröndal samt från 1951 gift med Leif Haking. Hon var brorsdotter till Carl Frisendahl och Fredrik Frisendahl. 
Frisendahl studerade vid Tekniska skolan 1940–1941 och vid Otte Skölds målarskola 1941 samt för Fritiof Schüldt vid Konsthögskolan i Stockholm 1941–1946 och gjorde studieresor till bland annat Frankrike, Grekland och Israel. Hon debuterade 1945 och medverkade i Ung Konsts utställningar på Färg och Form 1948–1950 samt i utställningen Nordiska konstnärinnor på Liljevalchs konsthall 1948 och i Nationalmuseums utställning Unga tecknare 1947–1952, hennes första separatutställning visades på Färg och Form i Stockholm 1952. Hennes konst består av interiörer, landskap, djur, porträtt och stilleben i olja, akvarell, grafik, kolteckningar och blyertsteckningar. Hon författade även flera böcker om litografi, och illustrerade andra författares böcker.
Cecilia Frisendahl tilldelades Prins Eugen-medaljen för framstående konstnärlig verksamhet. Hon tilldelades i april 2006 även H.M.K. stipendium, Nils G Stenqvists Minnesfonds första stipendium, med motivering att hon har tecknat djur, både från svensk och mer exotisk fauna. 
Hon har utövat en betydande lärargärning, och skrivit initierade böcker om litografiska tekniker. Frisendahl är representerad vid Gustav V Adolfs samling, Kalmar konstmuseum och vid Nationalmuseum.
Cecilia Frisendahl är begravd på Djursholms begravningsplats.